# Kate Douglas Wiggin
Kate Douglas Wiggin, znana również jako Kate Douglas Smith Wiggin (ur. 28 września 1856 w Filadelfii, zm. 24 sierpnia 1923 w Harrow w Wielkiej Brytanii) – amerykańska pisarka i nauczycielka. Autorka licznych książek dla dzieci.
W 1878 r. założyła pierwsze w San Francisco darmowe przedszkole, a dwa lata później – pierwszą szkołę, przygotowującą do zawodu przedszkolanki.

## Wybrane utwory
- Rebeka ze Słonecznego Potoku[1] / Różowa parasolka[2] / Dziewczątko ze Słonecznego Potoku[3][4]
- Rebeka z Riverboro[5]
- The Birds' Christmas Carol
- The Village Watch-Tower
- Polly Oliver's Problem
- The Romance of a Christmas Card